# ギヤースッディーン・トゥグルク2世
ギヤースッディーン・トゥグルク2世（Ghiyath-ud-din Tughluq II, 生年不詳 - 1389年3月14日）は、トゥグルク朝の第4代スルタン（在位：1388年 - 1389年）。第3代スルタン・フィールーズ・シャー・トゥグルクの曾孫。

## 生涯
1388年9月、フィールーズ・シャー・トゥグルクは死亡し、その曾孫ギヤースッディーン・トゥグルク2世があとを継いだ。
しかし、1389年、ギヤースッディーン・トゥグルク2世は謀叛で暗殺され、その叔父アブー・バクル・シャーが新たな王となった。